# Centro (Santa Maria)
Centro é um bairro do distrito da sede, no município gaúcho de Santa Maria, no Brasil. Naturalmente, é o principal bairro de Santa Maria e onde a cidade começou.
O bairro Centro possui uma área de 1,9488 km² que equivale a 1,60% do distrito da Sede que é de 121,84 km² e 0,1088% do município de Santa Maria que é de 1791,65 km².

## História
O bairro Centro é o início da povoação da cidade. Quase todas as primeiras ruas de Santa Maria, como a Rua do Acampamento situam-se no Bairro Centro.
Na década de 1930 surgem os primeiros edifícios caracterizado pela presença da influência da construção civil estrangeira, e assinala a implantação de novas técnicas retratando a modernidade na construção civil da cidade.
Em 2006, perdeu território para a criação de dois novos bairros, sendo que o Bonfim foi totalmente subtraído do Centro e o Nossa Senhora de Fátima, além do Centro, também subtraiu áreas de outros dois bairros.

### Patrimônio histórico
O centro da cidade, por ser o marco zero da povoação do município possui muitos imóveis antigos tombados patrimônio histórico. Entre eles:
Prédio do extinto Banco Nacional do Comércio
Fundado em 1º de julho de 1918 foi a primeira unidade bancária da cidade. O banco que atuava desde 1910 em Santa Maria resolveu construir uma sede própria, foi quando, em 1918, foi entregue o edifício. Hoje apenas permanece as fachadas principais - com pequenas modificações da forma original. O projeto ficou ao encargo do arquiteto alemão Theodor Wiederspahn. No início da década de 80, o prédio foi alvo de uma polêmica, a proprietária do edifício, a Caixa Econômica Federal (CEF), tinha em seus planos a demolição do prédio e a construção de um novo. Após mobilização dos santa-marienses, a CEF abandonou a ideia de derrubar o prédio. Então, em 1986 foram realizadas modificações somente na parte interna do prédio.
O prédio situa-se no coração do centro, e consequentemente da cidade de Santa Maria. Localiza-se na esquina do Calçadão Salvador Isaia, ao lado do viaduto Evandro Behr - que faz o cruzamento da Avenida Rio Branco à Rua do Acampamento por baixo da ligação em nível do então Calçadão com a Praça Saldanha Marinho.
Vila Belga
Construída nas imediações da Estação Ferroviária com o propósito de abrigar um conjunto habitacional. O conjunto contava com 83 casas. O patrimônio arquitetônico e ambiental urbano da unidade residencial foi tombada em 1998 em nível municipal e estadual.
Escola Manoel Ribas
Construída nas proximidades da Vila Belga é, hoje, um patrimônio histórico tombado em nível estadual. Abriga a então Escola, ou Colégio Manoel Ribas (Maneco), que é a maior escola em número de alunos de Santa Maria.
Sociedade União dos Caixeiros Viajantes (SUCV)
Um dos prédios mais lembrados pelos santa-marienses, fundado em 20 de setembro de 1926, está localizado em frente à Praça Saldanha Marinho, nas esquinas da Rua Venâncio Aires com a Avenida Rio Branco. O edifício tem o nome de João Fontoura Borges, uma homenagem ao presidente da entidade e idealizador da obra. O local foi erguido com nobres materiais - muitos dos quais importados. O projeto foi desenvolvido pela Cia Construtora de Santos, que, desde 1922, já tinha escritório na cidade, onde acompanhava e administrava a execução de várias obras no Estado. Antes mesmo da construção do prédio da SUCV, havia um café no local, de propriedade da família Aita, o Café Santa-mariense, que funcionava como um ponto de encontro para aqueles que vinham de fora da Cidade. Um dos mais notáveis presidentes do país, Getúlio Vargas, também fez discurso da sacada do prédio da SUCV no ano de 1930. O primeiro elevador da cidade é do prédio da SUCV e foi comprado da Alemanha. O elevador é todo de madeira e funciona até hoje. A sede também já abrigou um museu, e hoje as peças estão de posse do Museu Educativo Gama D'Eça e Victor Bersani. O prédio também foi sede das lojas Eny e do banco Banrisul. A edificação é um dos melhores exemplos de coerência entre o tratamento decorativo na parte externa e interna. Em 1933 o prédio tornou-se patrimônio histórico do município. Em 1940, ao lado da SUCV esteve localizada a primeira Estação Rodoviária de Santa Maria (Rio Grande do Sul).
Sinagoga
O templo religioso judaico, erguido na 20 está localizado na rua Otávio Binato. A construção foi projetada por imigrantes judeus que vieram para a cidade. Esses imigrantes vieram para o Estado a partir de 1904, da Rússia, Romênia e Ucrânia. Os Judeus acabaram ocupando os lotes da Colônia Filipson - área chamada de Estância do Pinhal -, localizada no distrito de São Martinho, hoje Itaara. No ano de 1928, foi inaugurada a primeira Sinagoga do Rio Grande do Sul. Em 1919, a Sociedade Beneficente Israelita de Santa Maria foi quem promoveu a construção do templo. Durante décadas, o templo serviu para atividades religiosas, já, na 80, o prédio carecia de falta de manutenção. Durante o período de 18/12/1995 a 4/12/1996, o prédio foi submetido à reforma, encabeçada pela comissão formada por João B. Ventura, Tereza Seligman e Fermina Silbenberg Seligman, a solenidade de reinauguração ocorreu em 29 de março de 1997.
Câmara Municipal de Vereadores de Santa Maria
Por muito tempo chamada de intendência municipal - por ser um órgão do Império - a Câmara de Vereadores foi a sede do legislativo e do governo municipal. O prédio de estilo neoclássico inaugurado em 7 de setembro de 1895 abrigava a intendência, além de uma cadeia e um quartel da guarda. O terreno em que foi construído pertencia ao município. O prédio foi projetado pelo italiano Cesare Dacorso. Em 1963, durante a gestão do prefeito Miguel Sevi Viero é dado início à ampliação da parte leste do prédio da Câmara de Vereadores, o que acaba comprometendo a simetria da fachada original.
Catedral Diocesana
Três anos após a construção da Catedral do Mediador, também na Avenida Rio Branco, a Catedral Diocesana é considerado o maior templo católico da metade do século 20. Inaugurada em 1909, a igreja católica foi construída em frente à Catedral do Mediador. A Catedral da Avenida Rio Branco substituiu a antiga matriz que ficava em frente a praça central até 1888, e a Capela do Divino, na esquina da Avenida Rio Branco com a Rua dos Andradas. A matriz da cidade foi elevada para a condição de Catedral Diocesana em 1910. Em 1939, a fachada sofreu sua primeira e mais profunda alteração. Quase 15 anos depois, em 1953, houve uma segunda reforma. Foi quando foram incorporadas as pinturas do italiano Aldo Locatelli (1925-1962), são elas: Anunciação, Crucificação, Assunção e Coroação. Meio século depois, no ano de 1999, a Catedral Diocesana foi submetida a trabalhos de restauração, o que permitiu manter importantes peças artísticas do templo - entre eles foram restaurados vitrais, pinturas e o sino do missioneiro, que foi instalado na torre do relógio.
Igreja Anglicana do Brasil
Inaugurado em 11 de novembro de 1906, o templo localizado na Avenida Rio Branco é a representação da consagração que o Rio Grande do Sul foi berço da Igreja Anglicana no Brasil. A construção do estilo neogótico possui arcos ogivais, e vitrais adquiridos em Porto Alegre, além da preciosa estrutura de cobertura e torre de seção quadrada com pináculos nos quatro ângulos.
A estação ferroviária
A estação de Santa Maria da Boca do Monte foi inaugurada em 1885 pela E. F. Porto Alegre-Uruguaiana, uma empresa pública gaúcha. "A estação foi construída em terreno doado por Ernesto Beck e provavelmente já estivesse pronta em 1885, embora o pesquisador Antonio Isaia aponte o ano de 1900 como o da inauguração do prédio atual. Inicialmente teria existido apenas a edificação central de dois pavimentos e um anexo térreo, a leste, que já não existe mais. No começo da década de 1920, já com a VFRGS na administração da ferrovia, foi construída a plataforma coberta para embarque e desembarque de passageiros". A sua vocação para entroncamento - a população quintuplicou nos 20 anos seguintes à chegada da ferrovia - era notória: quando Teixeira Soares ganhou a concessão para a linha ligando Itararé ao Rio Grande do Sul, escolheu Santa Maria da Boca do Monte para o seu final, em 1889. A partir de 1894, passou a sair o ramal que encontraria em 1910 a estação de Marcelino Ramos e consequentemente a ligação ferroviária para São Paulo e Rio de Janeiro. Atualmente a estação está abandonada, desde que cessaram os trens de passageiros, em 2 de fevereiro de 1996. "Hoje, a estação é sobrevivente de dois incêndios criminosos e roubo de material de construção, por parte de invasores (sem teto), no terreno após a linha férrea".
Cine Independência
O cine foi construído no final da década de 1920, na Praça Saldanha Marinho, ao lado do Theatro Treze de Maio e do prédio onde funcionou a sede do jornal A Razão. Ele representa uma época de efervescência cultural para Santa Maria. O local, além de cinema também foi palco de espetáculos culturais, de acontecimentos sociais e políticos. A antiga construção permaneceu íntegra até os anos 1950, onde apresentava uma aparência eclética, com predominância do Art Nouveau. O prédio passou por uma reforma que modernizou o espaço, que foi transformado em um cinema de mais de 500 lugares, adotando o estilo Art Decó. O local serviu como espaço para eventos, como solenidades da Universidade Federal de Santa Maria. O prédio funcionou como cinema até o final da década de 1980, quando foi alugado para uma igreja até 2003. Em 2005, a prefeitura adquire o prédio, e cria o Shopping Independência, utilizado para abrigar, principalmente, o camelódromo da Avenida Rio Branco, que foi revializada. Hoje é um centro de comércio popular.

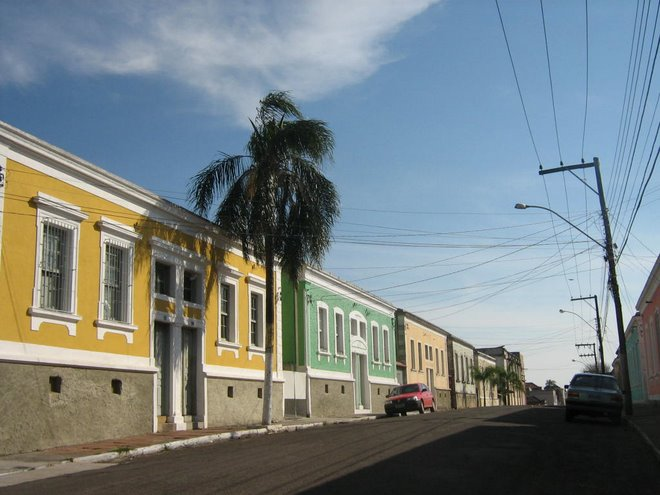
A Vila Belga
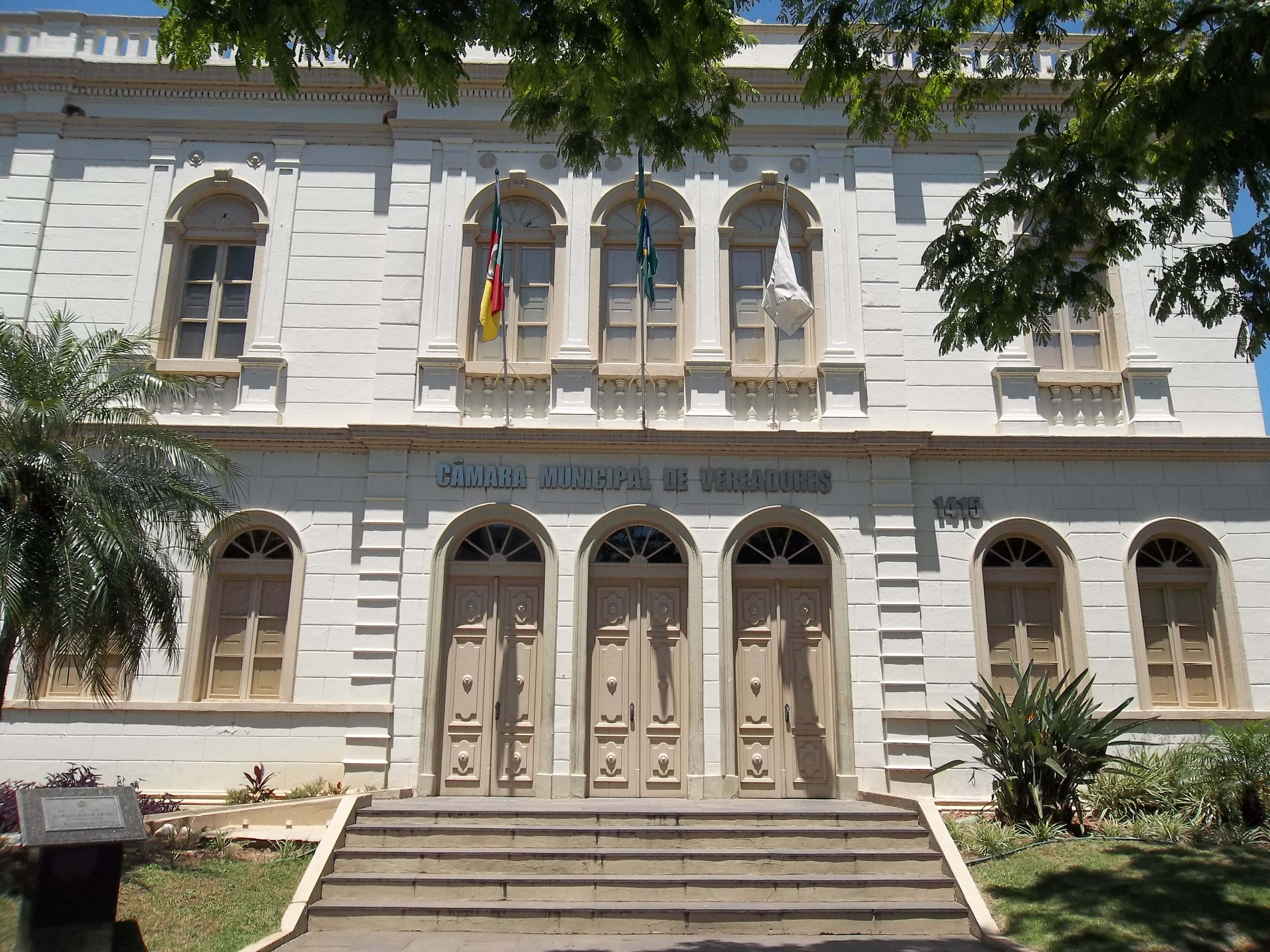
A Câmara Municipal de Santa Maria
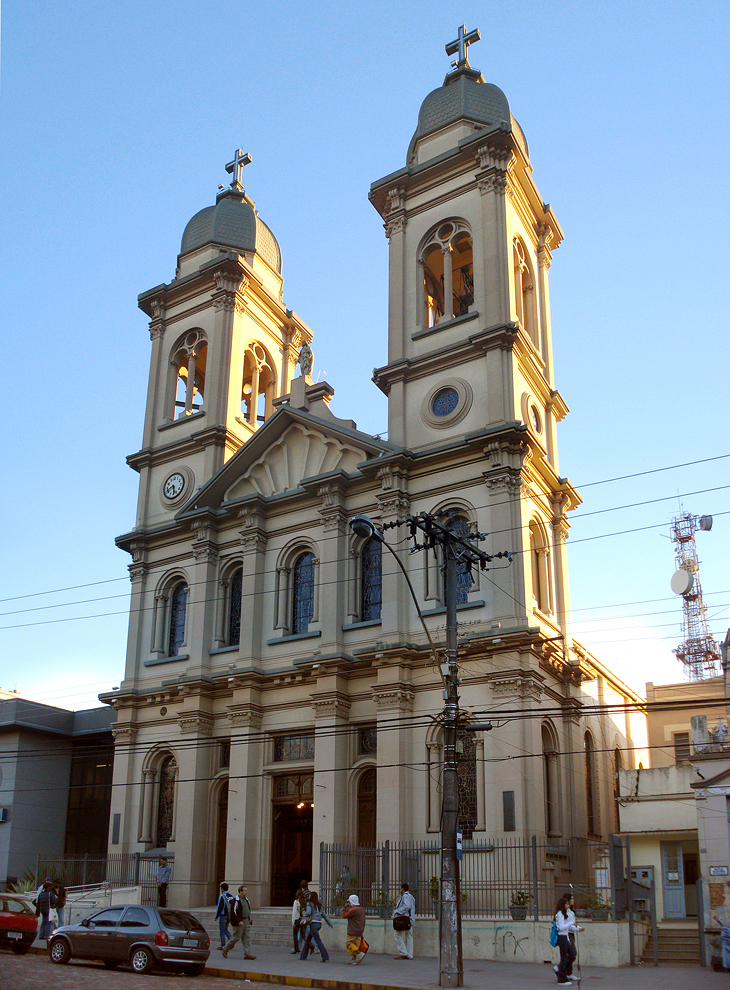
Fachada da Catedral de Nossa Senhora da Conceição
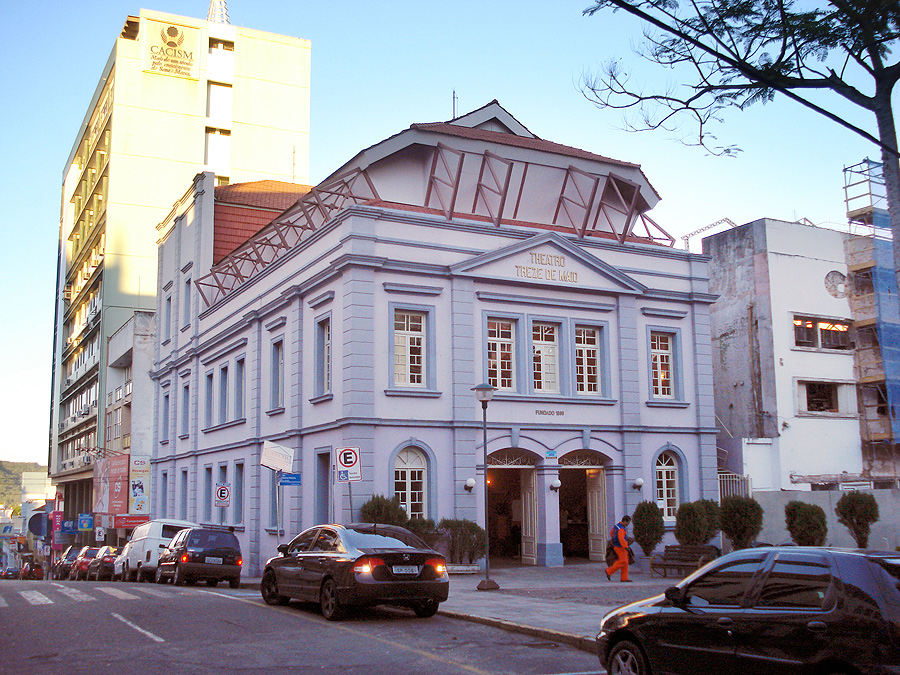
O Theatro Treze de Maio na Praça Saldanha Marinho
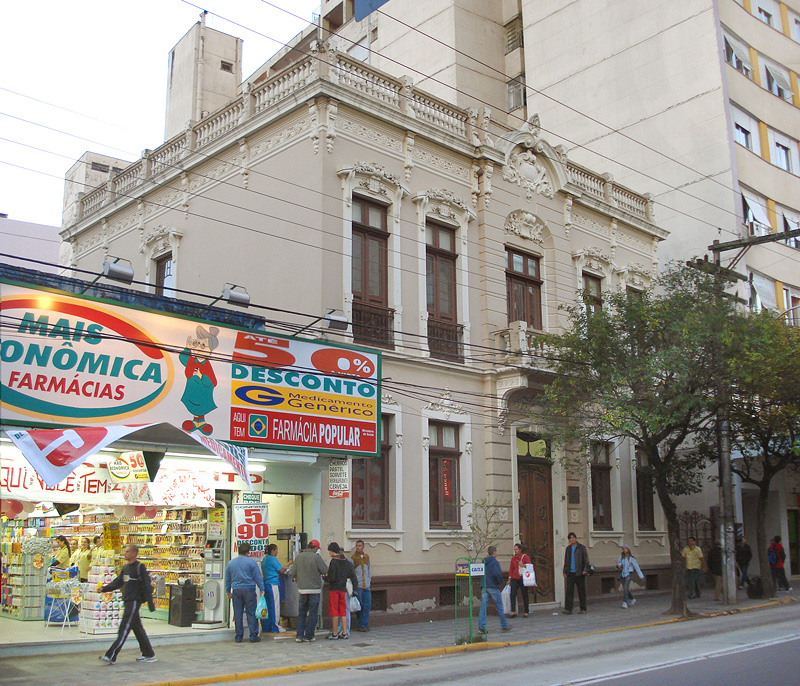
O Museu Educativo Gama D'Eça na Rua do Acampamento
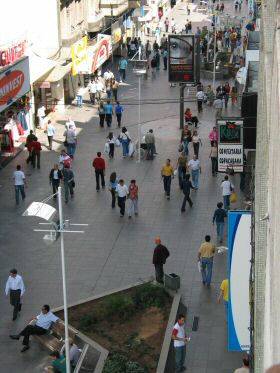
O Calçadão Salvador Isaia
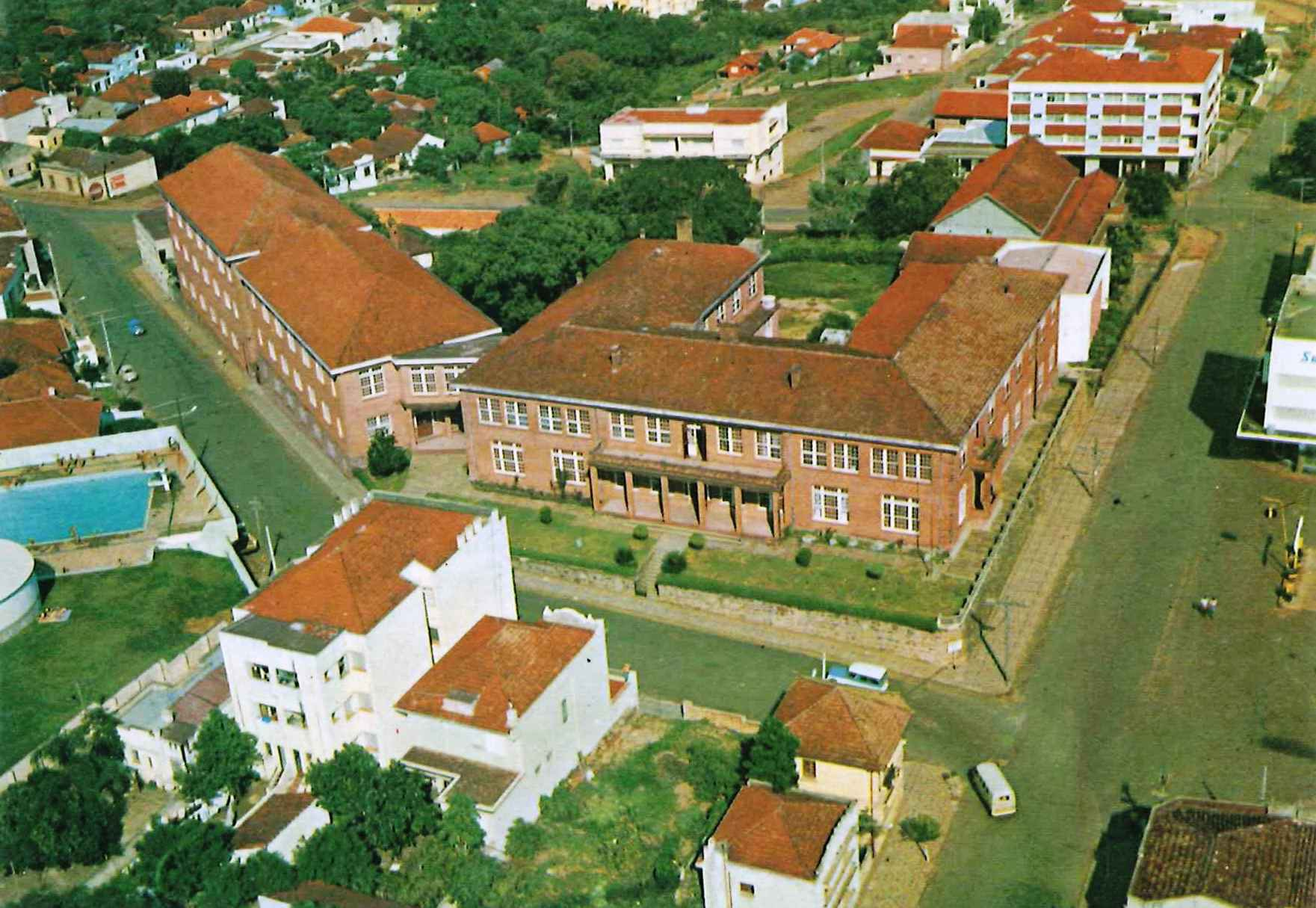
O Colégio Centenário na década de 1970
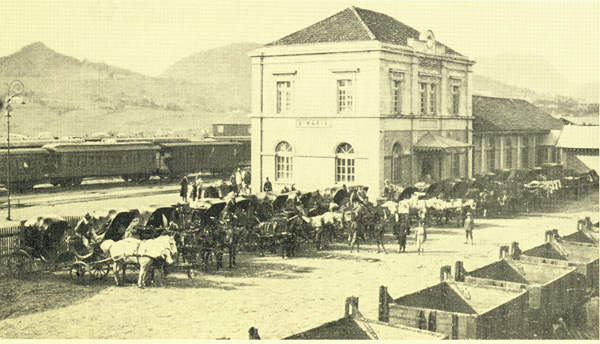
Estação Ferroviária de Santa Maria em 1914, quando pertencia 19 Cie. Auxiliaire des Chemins de Fer au Brésil.
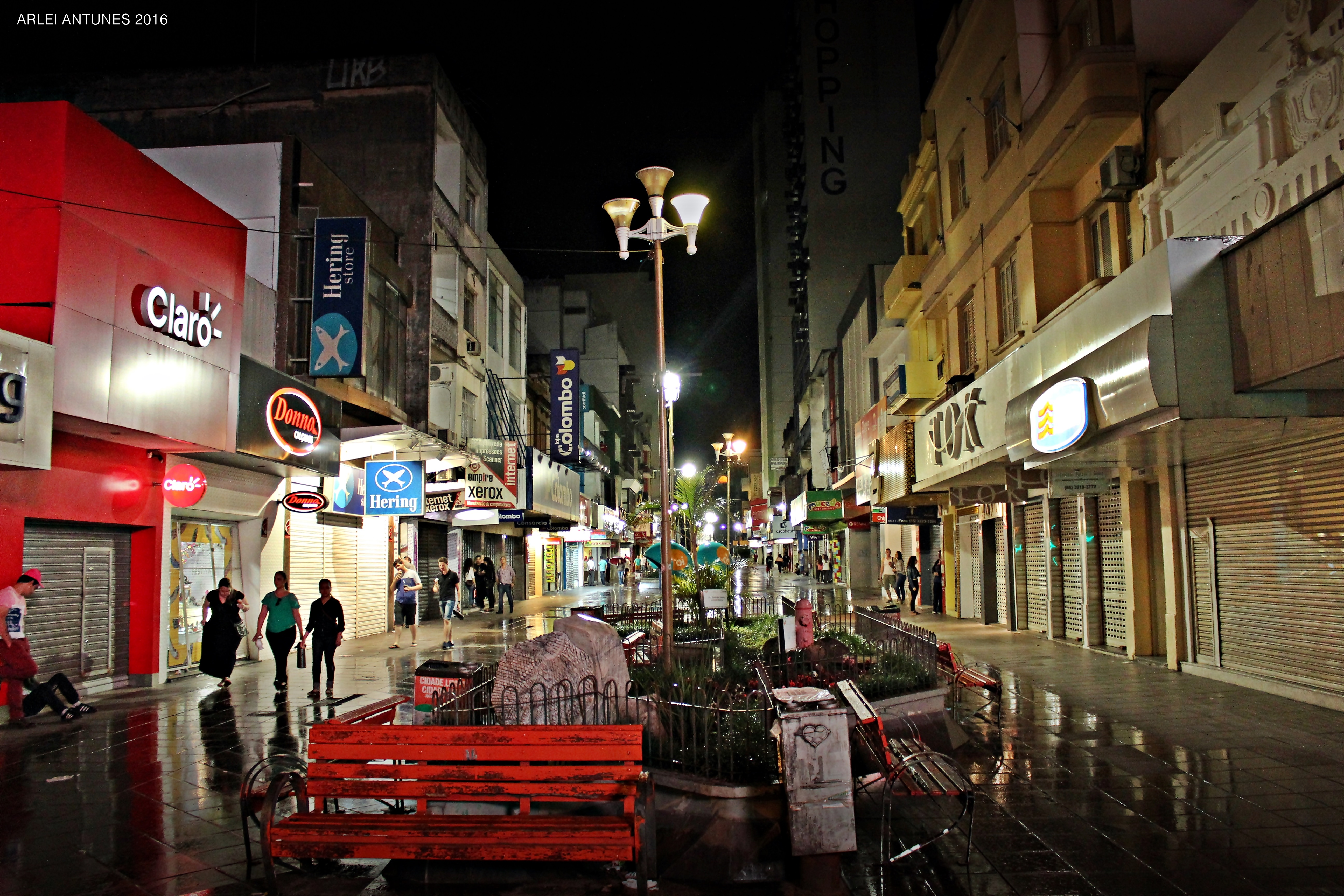
Calçadão Salvador Isaia durante a noite (2016).

## Limites
Limita-se com os bairros: Bonfim, Itararé, Menino Jesus, Nonoai, Nossa Senhora das Dores, Nossa Senhora de Fátima, Nossa Senhora de Lourdes, Nossa Senhora do Perpétuo Socorro, Nossa Senhora do Rosário, Nossa Senhora Medianeira.
Descrição dos limites do bairro: A delimitação inicia no encontro da projeção do eixo da Rua Marechal Floriano Peixoto com o eixo da linha férrea Santa Maria - Uruguaiana, segue-se a partir daí pela seguinte delimitação: leito da linha férrea Santa Maria-Uruguaiana, no sentido leste; eixo da Avenida Assis Brasil, no sentido sudoeste; eixo do prolongamento da Rua Ernesto Becker, no sentido sudeste; divisa nordeste do Parque Itaimbé, no sentido sudeste; eixo do corredor da antiga linha de Porto Alegre, no sentido leste, até encontrar o início da Rua Ary Nunes Tagarra; eixo da Rua Benjamim Constant, no sentido sul; eixo da Avenida Nossa Senhora das Dores, no sentido sudoeste, até a Rua General Neto; eixo da Avenida Nossa Senhora Medianeira, no sentido sudoeste; eixo da Rua Duque de Caxias no sentido noroeste; eixo da Rua Silva Jardim, no sentido nordeste; eixo da Rua Marechal Floriano Peixoto e sua projeção, no sentido noroeste, até encontrar o leito da linha férrea Santa Maria-Uruguaiana, início desta demarcação.

## Unidades residenciais
O bairro Centro, pertencente ao distrito da Sede, é uma unidade de vizinhança que contém as seguintes unidades residenciais:
| #  | Unidade residencial     | Localização                       | Limites | Obs.       |
| -- | ----------------------- | --------------------------------- | --- | ---------- |
| 1  | Astrogildo de Azevedo A | 29° 41' 37.92" S 53° 48' 31.38" O | A unidade residencial urbana cortada pela Rua Araújo Viana e a Rua Serafim Valandro, cujos lotes confrontam ao noroeste com a Avenida Presidente Vargas; ao nordeste, com terrenos particulares; ao sudeste, com a Sanga do Hospital e ao sudoeste com o fundo dos lotes que confrontam com a Rua Serafim Valandro. |            |
| 2  | Astrogildo de Azevedo B | 29° 41' 13.24" S 53° 48' 20.94" O | A unidade residencial urbana, cujos lotes confrontam ao noroeste com a Rua Dr. Astrogildo de Azevedo; ao nordeste, com a Rua Riachuelo; ao sudeste, com o fundo dos lotes que confrontam ao noroeste com a Rua Dr. Astrogildo de Azevedo e ao sudoeste com a Rua do Acampamento. |            |
| 3  | Centro                  |                                   | Toda a área do perímetro do bairro Centro sem denominação específica. |            |
| 4  | Parque Centenário       | 29° 41' 31.42" S 53° 48' 15.46" O | A unidade residencial urbana cujos lotes confrontam com as Ruas Luiz Antônio Maffini e Gaspar Martins, distando aproximadamente 60 metros ao sudoeste da Rua do Acampamento. | [ Obs. 1 ] |
| 5  | Parque Itaimbé          | 29° 41' 07.56" S 53° 48' 10.70" O | A unidade residencial urbana localizada entre a ferrovia Santa Maria/Uruguaiana, ao norte; Vila Major Duarte e a Rua Benjamim Constant, ao leste; Avenida Nossa Senhora das Dores, ao sudeste e a Ruas General Neto, Riachuelo, Dr. Pantaleão e Comissário Justo, ao sudoeste. | [ Obs. 2 ] |
| 6  | Rizzato Irmãos          | 29° 41' 29.43" S 53° 48' 31.68" O | A unidade residencial urbana cujos lotes localizam-se entre a Rua Tuiuti e a Avenida Presidente Vargas e confronta ao nordeste com a Rua Floriano Peixoto e ao sudoeste com a Rua Serafim Valandro. |            |
| 7  | Vila Belga              | 29° ' " S 53° ' " O               | A unidade residencial urbana cujos lotes estão distribuídos em cinco quarteirões, que confrontam para as Ruas Manoel Ribas, Ernesto Becker, Dr. Waltier e André Marques. |            |
| 8  | Vila Crispim Pereira    | 29° 41' 02.94" S 53° 48' 09.99" O | A unidade residencial urbana, cujos lotes confrontam ao norte com a Rua Risieri Mafacioli; ao leste, com Parque Itaimbé; ao sul, com a Rua Venâncio Aires e oeste com a Rua Dr. Pantaleão. |            |
| 9  | Vila Felipe de Oliveira | 29° 41' 45.02" S 53° 48' 26.83" O | A unidade residencial urbana, cujos lotes confrontam ao norte com a Sanga do Hospital e área particular; ao leste, com a Rua Floriano Peixoto; ao sul, com a Avenida Nossa Senhora Medianeira; ao oeste, com a Rua João Belém, entre a Avenida Nossa Senhora Medianeira e a Rua Felipe de Oliveira, ainda pelo fundo dos lotes que confrontam com a Rua Duque de Caxias, entre a Rua Felipe de Oliveira e a Sanga do Hospital e por fim, com o fundo dos lotes que confrontam com a Rua Serafim Valandro. |            |
| 10 | Vila José Azenha        | 29° 40' 59.07" S 53° 48' 13.27" O | A unidade residencial urbana cujos lotes confrontam ao norte com a Rua Silva Jardim; ao leste, com o Parque Itaimbé; ao sul, com a Rua Henrique Dias e ao oeste com a Rua Dr. Pantaleão. |            |
| 11 | Vila José Moraes        | 29° 41' 00.02" S 53° 48' 17.64" O | A unidade residencial urbana cujos lotes confrontam ao norte com a Rua Silva Jardim; ao leste, com a Rua Dr. Pantaleão; ao sul, com a Rua Henrique Dias e ao oeste com a Rua André Marques. |            |
| 12 | Vila Major Duarte       | 29° 40' 57.18" S 53° 48' 05.19" O | Parte oeste desta unidade residencial cujos lotes confrontam: ao norte com a antiga linha de Porto Alegre; ao leste, com a Rua Benjamim Constant; ao sul, com a Rua Venâncio Aires. | [ Obs. 3 ] |
| 13 | Vila Zulmira            | 29° 41' 41.18" S 53° 48' 26.01" O | A unidade residencial urbana cujos lotes localizam-se entre a Rua Serafim Valandro e a Rua Floriano Peixoto e confronta ao sul com a Rua Felipe de Oliveira e ao norte com Sanga do Hospital. |            |

1. ↑  O acesso se dá pela Rua Gaspar Martins.
2. ↑  Perfaz quase toda a divisa leste do bairro Centro.
3. ↑  Um dos principais acessos se dá pela Rua Benjamin Constant.

## Demografia

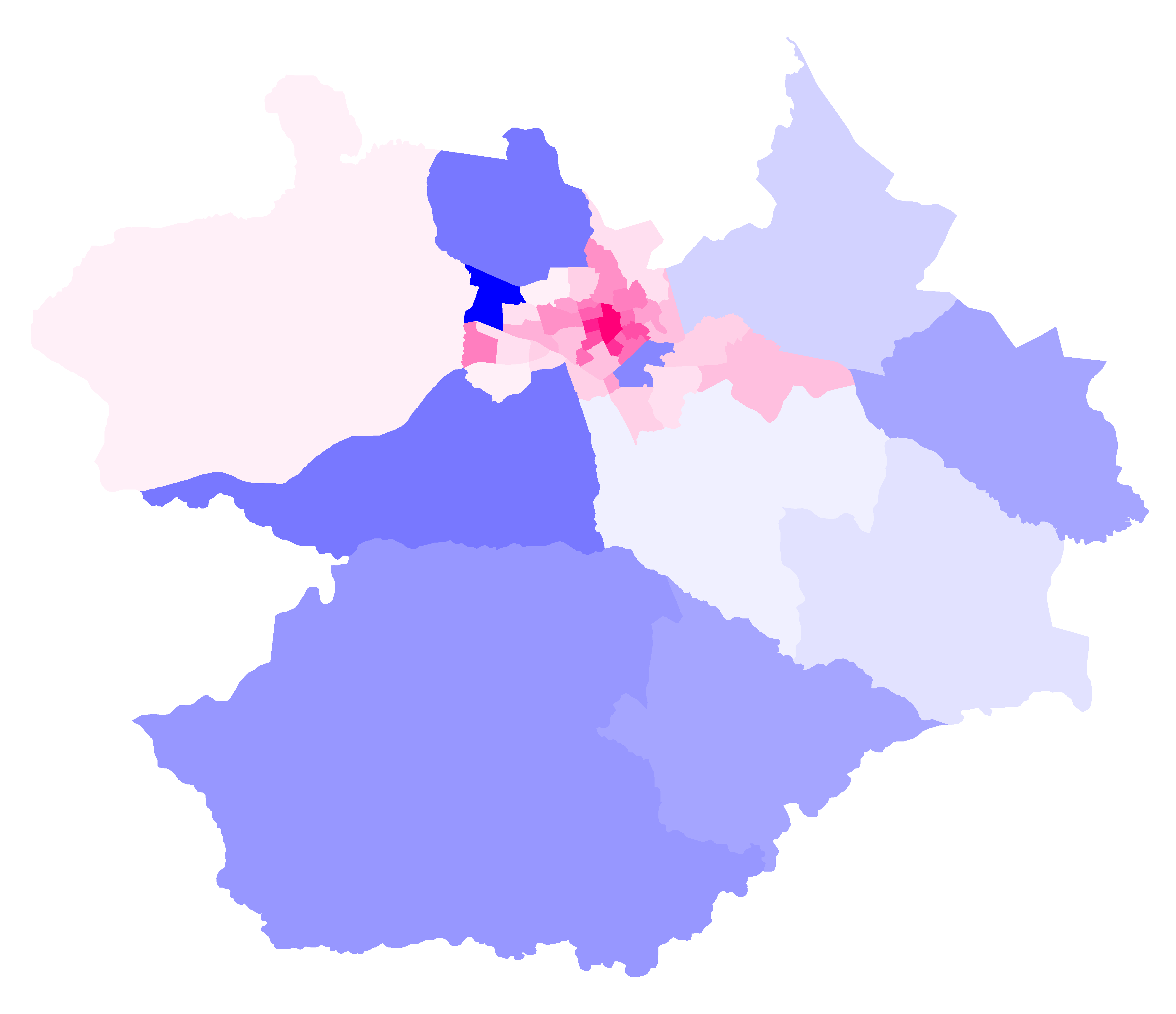
Mapa do município de Santa Maria com as divisões em bairros. Em escalas de azul os bairros com predominância masculina e em escalas de rosa os bairros com predominância feminina. Observa-se que quanto melhor a infraestrutura e o acesso a ela mais convidativo o bairro é para a população feminina. E, reciprocamente, podemos reconhecer os bairros com melhor infraestrutura observando onde a população feminina está concentrada.

Segundo o censo demográfico de 2010, Centro é, dentre os 50 bairros oficiais de Santa Maria:
- Um dos 41 bairros do distrito da Sede.
- O 2º bairro mais populoso.
- O 30º bairro em extensão territorial.
- O 5º bairro mais povoado (população/área).
- O 7º bairro em percentual de população na terceira idade (com 60 anos ou mais).
- O 2º bairro em percentual de população na idade adulta (entre 18 e 59 anos).
- O 50º bairro em percentual de população na menoridade (com menos de 18 anos).
- Um dos 39 bairros com predominância de população feminina.
- Um dos 20 bairros que registraram moradores com 100 anos ou mais, com um total de 1 habitante masculino e 1 feminino.

Distribuição populacional do bairro
1. Total: 17847 (100%)
  1. Urbana: 17847 (100%)
  2. Rural: 0 (0%)
2. Homens: 7578 (42,46%)
  1. Urbana: 7578 (100%)
  2. Rural: 0 (0%)
3. Mulheres: 10269 (57,54%)
  1. Urbana: 10269 (100%)
  2. Rural: 0 (0%)

## Infraestrutura

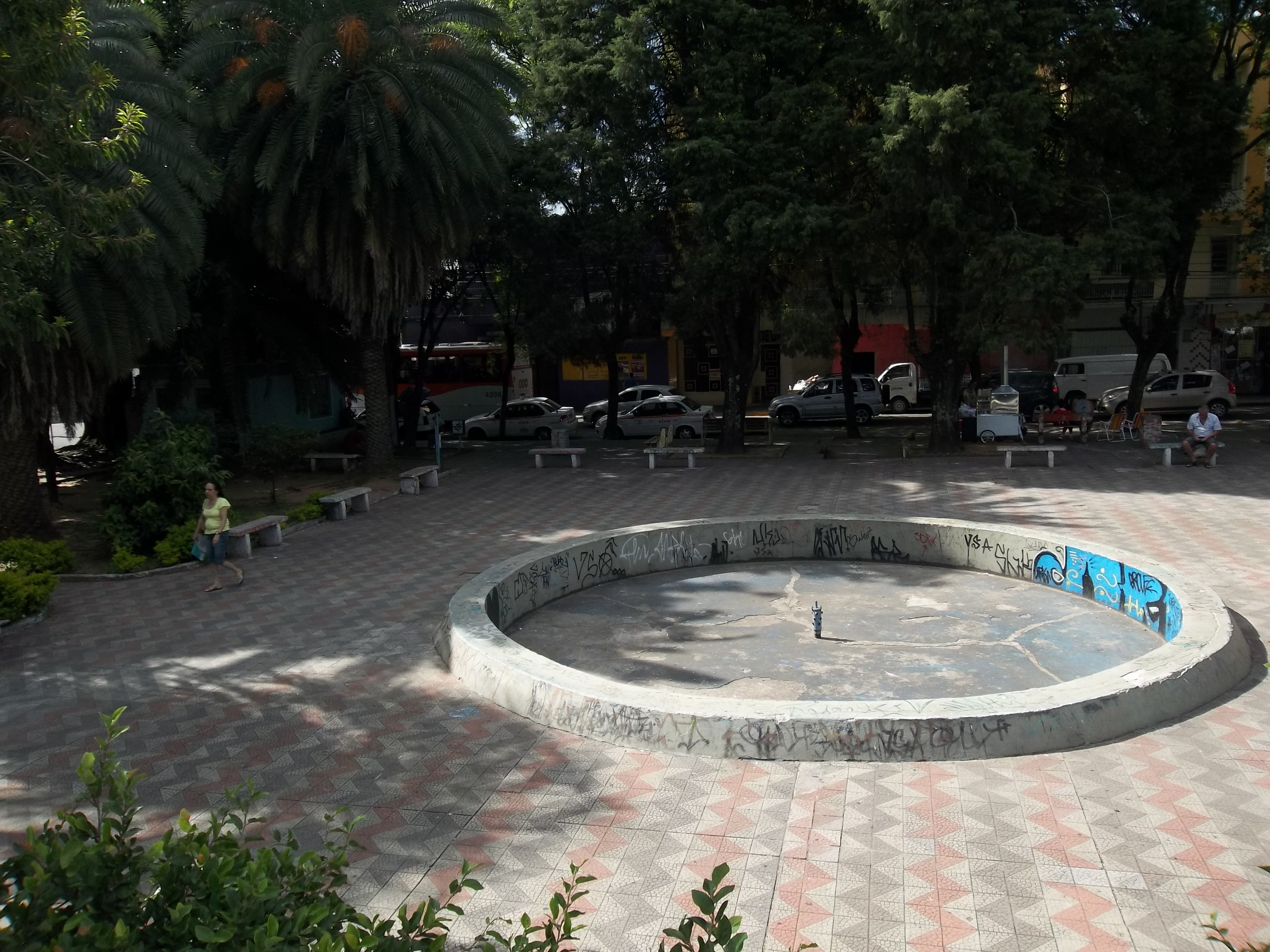
Praça Saturnino de Brito, conhecida como praça do brama.

O Centro destaca-se como o lugar mais movimentados da cidade e do Rio Grande do Sul. Em média, diariamente circulam cerca de 120 mil pessoas por dia no Centro. Há um grande número de prédios que dão à cidade a impressão de se tratar de uma cidade bem maior. Os principais pontos são o Calçadão Salvador Isaia (centro financeiro da cidade), a Praça Saldanha Marinho e a Rua do Acampamento (é a mais antiga rua da cidade e detém um avantajado número de estabelecimentos comerciais).
Espaços públicos
No bairro estão situadas as praças Eduardo Trevisan (ex-Cristóvão Colombo), Roque Gonzales, Saldanha Marinho, Saturnino de Brito (ex-15 de novembro e ex-do Mercado), Aristedes Miranda Brum e, os largos Irmão Estanislau, Ordem dos Advogados, Concejal Eduardo Chamorro (Largo da Integração), João Sabino Menna Barreto (Largo Maçonico), Allan Kardec, Alaor Nelson Gregório Scalcon (Espaço), Edmundo Cardoso (espaço) e, Prado Veppo (espaço). Além do próprio Calçadão Salvador Isaia.
Shoppings e centros comerciais
- Elegância Center Shopping: Situado no Calçadão Salvador Isaia.
- Santa Maria Shopping: Situado na Rua Dr. Bozano.
- Shopping Independência: Situado na frente da Praça Saldanha Marinho e ao lado do Teatro Treze de Maio, considerado o shopping dos camelôs.